# Stazione meteorologica di Grado-Bonifica Vittoria
La stazione meteorologica di Bonifica Vittoria è la stazione meteorologica di riferimento per la parte di pianura friulana appartenente al territorio comunale di Grado. Climatologicamente differisce in modo sostanziale dalla parte insulare del Comune, dove è insediato il centro urbano di Grado, zona che gode di clima mediterraneo.

## Coordinate geografiche
La stazione meteorologica si trova nell'area climatica dell'Italia nord-orientale, in Friuli-Venezia Giulia, in provincia di Gorizia, nel comune di Grado, presso l'idrovora della Bonifica Vittoria, a 1 metro s.l.m. e alle coordinate geografiche 45°43′N 13°29′E.

## Dati climatologici
In base alla media trentennale di riferimento 1961-1990, la temperatura media del mese più freddo, gennaio, si attesta a +3,6 °C, quella del mese più caldo, luglio, è di +22,8 °C.
| Grado-Bonifica Vittoria | Mesi | Mesi | Mesi | Mesi | Mesi | Mesi | Mesi | Mesi | Mesi | Mesi | Mesi | Mesi | Stagioni | Stagioni | Stagioni | Stagioni | Anno |
| Grado-Bonifica Vittoria | Gen  | Feb  | Mar  | Apr  | Mag  | Giu  | Lug  | Ago  | Set  | Ott  | Nov  | Dic  | Inv      | Pri      | Est      | Aut      | Anno |
| ----------------------- | ---- | ---- | ---- | ---- | ---- | ---- | ---- | ---- | ---- | ---- | ---- | ---- | -------- | -------- | -------- | -------- | ---- |
| T. max. media (°C)      | 7,5  | 8,8  | 12,3 | 17,1 | 22,2 | 26,0 | 28,6 | 28,1 | 24,9 | 19,9 | 13,3 | 8,8  | 8,4      | 17,2     | 27,6     | 19,4     | 18,1 |
| T. min. media (°C)      | −0,3 | 0,2  | 3,2  | 7,3  | 11,3 | 15,1 | 17,0 | 16,8 | 14,0 | 9,7  | 5,7  | 1,5  | 0,5      | 7,3      | 16,3     | 9,8      | 8,5  |